# 9926 Desch
(9926) 1981 EU41 là một tiểu hành tinh vành đai chính. Nó quay quanh Mặt Trời mỗi 3.68 năm. Nó được xếp vào nhóm Nysa.
Được phát hiện ngày 2 tháng 3 năm 1981 bởi Schelte Bus ở Đài thiên văn Siding Spring, tên chỉ định của nó là "1981 EU41".